# Raïon d'Astraviets
Le raïon d'Astraviets (en biélorusse : Астравецкі раён, Astravetski raïon) ou raïon d'Ostrovets (en russe : Островецкий район, Ostrovetski raïon) est une subdivision de la voblast de Hrodna ou oblast de Grodno, en Biélorussie. Son centre administratif est la ville d'Astraviets.

## Géographie
Le raïon couvre une superficie de 1 568,77 km2, dans le nord-est de la voblast. Le raïon est limité à l'ouest et au nord oar la Lituanie, au nord-est par la voblast de Vitebsk (raïon de Pastavy), à l'est par la voblast de Minsk (raïon de Miadzel) et le raïon de Smarhon et au sud par le raïon d'Achmiany.

## Histoire
Le raïon d'Astraviets a été créé le 15 janvier 1940. Le territoire du raïon a été partagé entre le raïon d'Achmiany et le raïon de Smarhon le 25 janvier 1962, mais le raïon d'Astraviets a été rétabli le 6 janvier 1963.

## Population

### Démographie
Les résultats des recensements de la population (*) font apparaître une baisse régulière de la population du raïon depuis 1959, à l'exception d'une relative stabilité dans les années 1990.
| 1959*  | 1970*  | 1979*  | 1989*  | 1999*  | 2009*  |
| ------ | ------ | ------ | ------ | ------ | ------ |
| 41 071 | 36 000 | 32 301 | 29 833 | 29 485 | 24 266 |

### Nationalités
Selon les résultats du recensement de 2009, la population du raïon se composait de quatre nationalités principales :
- 86,67 % de Biélorusses ;
- 5,73 % de Polonais ;
- 3,47 % de Russes ;
- 2,65 % de Lituaniens.

### Langues
En 2009, la langue maternelle était le biélorusse pour 85,44 % des habitants du raïon d'Astraviets et le russe pour 10,6 %. Le biélorusse était parlé à la maison par 74,1 % de la population et le russe par 18,2 %.